# Route Lagueux
La route Lagueux est une artère nord-sud située dans l'arrondissement Les Chutes-de-la-Chaudière-Ouest, à Lévis.

## Situation et accès
La route a une longueur d'environ 8,4 km. Elle traverse les secteurs de Saint-Nicolas et de Saint-Étienne-de-Lauzon. Débutant au nord à la jonction de la Route 132, elle croise sur son parcours le chemin Vire-Crêpes, le chemin Craig et passe en dessous de l'autoroute 20 avant de se terminer à la jonction de la route 116.

## Origine du nom
Son nom rend hommage à la famille Lagueux, famille pionnière dans le secteur Saint-Étienne. Le premier de la famille à s'établir dans le coin est Pierre-Bernard Lagueux en 1781. Ce dernier est propriétaire de terrains adjacents à cette route. L'odonyme est attribué vers 1810, et est officialisé le 17 août 1978.

## Historique
La route est construite vers 1810 et a porté le nom de « Chemin Craig » jusqu'en 1830. 